# اسید زنیک
زنیک اسید (به انگلیسی: Xenic acid) با فرمول شیمیایی H۲XeO۴ یک ترکیب شیمیایی است. که جرم مولی آن ۱۹۷٫۳۱ g/mol می‌باشد. 